# Новоалександровка (Зилаирский район)
Новоалександровка (баш. Яңы Александровка) — село в Зилаирском районе Республики Башкортостан Российской Федерации. Входит в состав Бердяшского сельсовета.

## География

### Географическое положение
Расстояние до:
- районного центра (Зилаир): 28 км,
- центра сельсовета (Бердяш): 12 км,
- ближайшей железнодорожной станции (Саракташ): 108 км.

## Население
| 2002 | 2009 | 2010 |
| ---- | ---- | ---- |
| 135  | ↘130 | ↘119 |

Национальный состав
Согласно переписи 2002 года, преобладающая национальность — русские (88 %).